# Micromorphus leucostoma
Micromorphus leucostoma är en tvåvingeart som beskrevs av Robinson 1967. Micromorphus leucostoma ingår i släktet Micromorphus och familjen styltflugor.
Artens utbredningsområde är Washington. Inga underarter finns listade i Catalogue of Life.